# یان نونس
یان نونس (انگلیسی: Jan Nevens؛ زادهٔ ۲۶ اوت ۱۹۵۸) دوچرخه‌سوار اهل بلژیک است.